# Bradford (Vermont)
Bradford ist eine Town im Orange County des Bundesstaates Vermont in den Vereinigten Staaten mit 2790 Einwohnern (laut Volkszählung von 2020).

## Geografie

### Geografische Lage
Bradford liegt im Osten des Orange Countys, an der Grenze zu New Hampshire. Diese wird gebildet durch den Connecticut River, der Grenzfluss zwischen Vermont und New Hampshire ist. Der Waits River fließt in westöstlicher Richtung durch die Town und mündet im Connecticut River. Einziger, kleinerer See auf dem Gebiet der Town ist der Blodgett Pond im Nordosten. Die höchste Erhebung ist der 555 m hohe Wrights Mountain. Bradford gehört zum sogenannten Upper Valley, einer Region in Vermont und New Hampshire entlang des Connecticut, an deren nördlichem Rand.

### Nachbargemeinden
Alle Entfernungen sind als Luftlinien zwischen den offiziellen Koordinaten der Orte aus der Volkszählung 2010 angegeben.
- Norden: Newbury, 5,8 km
- Osten: Piermont (New Hampshire), 17,6 km
- Südosten: Fairlee, 4,0 km
- Südwesten: West Fairlee, 7,6 km
- Westen: Corinth, 13,8 km

### Klima
Die mittlere Durchschnittstemperatur in Bradford liegt zwischen −9,44 °C (15 °Fahrenheit) im Januar und 18,3 °C (65 °Fahrenheit) im Juli. Damit ist der Ort gegenüber dem langjährigen Mittel der USA um etwa 9 Grad kühler. Die Schneefälle zwischen Mitte Oktober und Mitte Mai liegen mit mehr als zwei Metern etwa doppelt so hoch wie die mittlere Schneehöhe in den USA. Die tägliche Sonnenscheindauer liegt am unteren Rand des Wertespektrums der USA, zwischen September und Mitte Dezember sogar deutlich darunter.

## Geschichte
Die Besiedlung von Bradford startete bereits, bevor das Land zur Besiedlung ausgerufen wurde. John Hosmer siedelte sich 1765 nahe der Mündung des Waits Rivers an. Weitere Siedler folgten und 1772 wurde die erste Schrotmühle gebaut. Bekannt war das Gebiet zunächst unter dem Namen Waitstown, bzw. Waits River Town. Er ging auf Joseph Wait zurück, der 1759 am Überfall auf die Indianer von St. Francis in Kanada beteiligt war und mit einer Gruppe weiterer Soldaten entlang des Connecticut Rivers zurückkehrte. Halb verhungert erlegten sie ein Reh und er markierte die Stelle, indem er seinen Namen in einem Baum neben dem Fluss ritzte, der seitdem als Waits River bekannt war.
Da die Siedler aufgrund der Streitigkeiten nicht mehr mit einem New Hampshire Grant rechnen konnten, beauftragten sie den Anwalt William Smith, um ein New York Patent zu bekommen. Dieses wurde am 3. Mai 1770 für das Gebiet erteilt. Benannt wurde die Town Mooretown. Der Name geht auf Henry Moore, den damals amtierenden Gouverneur der Provinz New York zurück. Dieser bekam den Grant und übergab ihn an die 30 Siedler des Gebietes. Die konstituierende Versammlung der Town fand am 4. Mai 1773 statt. Am 23. Oktober 1788 wurde der Name von Mooretown in Bradford geändert.
1848 erreichte die Bahnstrecke White River Junction–Lennoxville die Town, die mit einem eigenen Bahnhof ausgestattet worden war. Die Bahnstrecke wird heute nur noch für Güterzüge genutzt. Die wesentliche Erwerbsquelle der Town war die Landwirtschaft. An den Flüssen wurden Mühlen errichtet und Mitte des 19. Jahrhunderts gab es in Bradford eine Gießerei, eine Maschinenfabrik, zwei Schrotmühlen, drei Sägewerke, eine Papierfabrik und eine Ziegelei. In Bradford wurden auch landwirtschaftliche Geräte, Holzwaren und Geschirr gefertigt.

### Einwohnerentwicklung
| Jahr      | 1700 | 1710 | 1720 | 1730 | 1740 | 1750 | 1760 | 1770 | 1780 | 1790 |
| --------- | ---- | ---- | ---- | ---- | ---- | ---- | ---- | ---- | ---- | ---- |
| Einwohner |      |      |      |      |      |      |      |      |      | 654  |
| Jahr      | 1800 | 1810 | 1820 | 1830 | 1840 | 1850 | 1860 | 1870 | 1880 | 1890 |
| Einwohner | 1064 | 1302 | 1411 | 1507 | 1655 | 1723 | 1689 | 1492 | 1520 | 1429 |
| Jahr      | 1900 | 1910 | 1920 | 1930 | 1940 | 1950 | 1960 | 1970 | 1980 | 1990 |
| Einwohner | 1338 | 1372 | 1422 | 1235 | 1507 | 1551 | 1619 | 1527 | 2191 | 2522 |
| Jahr      | 2000 | 2010 | 2020 | 2030 | 2040 | 2050 | 2060 | 2070 | 2080 | 2090 |
| Einwohner | 2619 | 2797 | 2790 |      |      |      |      |      |      |      |

## Wirtschaft und Infrastruktur

### Verkehr
Durch die Town führt in nordsüdlicher Richtung die Interstate 91 von Newbury im Norden nach Fairlee im Süden. Östlich von der Interstate verläuft der U.S. Highway 5 ebenfalls in nordsüdlicher Richtung. Die Vermont Route 25 verläuft in westöstlicher Richtung von Corinth im Westen nach Piermont im Osten. Die Bahnstrecke White River Junction–Lennoxville hatte eine Haltestelle in Bradford.

### Öffentliche Einrichtungen
Es gibt kein Krankenhaus in Bradford. Das Dartmouth-Hitchcock Medical Center in Hanover, New Hampshire, ist das nächstgelegene Krankenhaus.

### Bildung

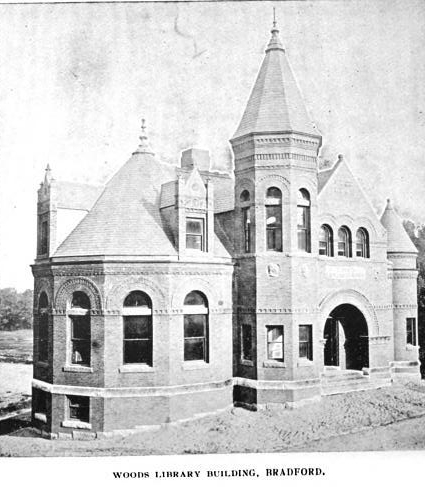
Woods Library, etwa 1897

Bradford gehört zur Orange East Supervisory Union.
In Bradford befindet sich die Bradford Elementary School, mit Klassen von Kindergarten bis zur sechsten Schulklasse. Etwa 250 Schülerinnen und Schüler besuchen die Schule.
Die Oxbow High School ist eine weiterführende High School mit Schulklassen vom siebten bis zwölften Schuljahr in Bradford. Sie wurde im Jahr 1971 eröffnet und ihr Einzugsgebiet umfasst die Towns Bradford und Newbury sowie fünf weitere Towns in Vermont und New Hampshire. Das River Bend Career and Technical Center, ein regionales Berufstechnisches Zentrum, ist der High School angegliedert.
Die Bradford Public Library wurde bereits im Jahr 1796 gegründet. John L. Woods spendete im Jahr 1895 die Summe von $15.000, um ein neues Gebäude für die Bücherei zu errichten. Das Gebäude, aus roten Ziegeln im romanischen Stil errichtet, wurde am 4. Juli 1895 eingeweiht. Das Woods Library Building befindet sich am U.S. Highway 5, der South Main Street.

## Persönlichkeiten

### Söhne und Töchter der Stadt
- John Putnam Chapin (1810–1864), Politiker und Bürgermeister der Stadt Chicago
- Albert Sleeper (1862–1934), Politiker und Gouverneur des Bundesstaates Michigan
- Ursula B. Marvin (1921–2018), Geologin, Mineralogin und Wissenschaftshistorikerin

### Persönlichkeiten, die vor Ort gewirkt haben
- James Wilson (1763–1855), Globenhersteller